# Чемпіонат світу з бліцу 2006
Чемпіонат світу з бліцу 2006 — другий за ліком офіційний чемпіонат світу з шахів з бліцу, що проходив з 5 по 8 вересня 2006 року в ізраїльському місті Рішон-ле-Ціон.

## Кваліфікаційний турнір
Перед головним турніром був проведений кваліфікаційний турнір, в якому брали участь 170 шахістів. Шестеро перших здобули путівку до фінального турніру.

## Учасники фінального турніру
В фінальному турнірі взяли участь 16 шахістів, зокрема:
• Переможці кваліфікаційного турніру:
- Ілля Смірін
- Еміль Сутовський
- Сергій Еренбург
- Дан Цолер
- Михайло Ройз
- Габі Лівшиц

• Персонально запрошені:
- Олександр Грищук
- Петро Свідлер
- Теймур Раджабов
- Вішванатан Ананд
- Юдіт Полгар
- Борис Гельфанд
- Етьєн Бакро
- Магнус Карлсен

• Відібрані в інтернеті на шаховому порталі ICC:
- Мераб Гагунашвілі
- Дмитро Гуревич

## Турнірна таблиця фінального турніру
| Місце | Учасник           | Країна      | Рейтинг | +  | -  | = | Очки |
| ----- | ----------------- | ----------- | ------- | -- | -- | - | ---- |
| 1     | Олександр Грищук  | Росія       | 2709    | 9  | 3  | 3 | 10,5 |
| 2     | Петро Свідлер     | Росія       | 2742    | 10 | 4  | 1 | 10,5 |
| 3     | Теймур Раджабов   | Азербайджан | 2728    | 8  | 3  | 4 | 10,0 |
| 4     | Вішванатан Ананд  | Індія       | 2779    | 8  | 3  | 4 | 10,0 |
| 5     | Юдіт Полгар       | Угорщина    | 2710    | 7  | 3  | 5 | 9,5  |
| 6     | Борис Гельфанд    | Ізраїль     | 2729    | 8  | 4  | 3 | 9,5  |
| 7     | Етьєн Бакро       | Франція     | 2707    | 6  | 5  | 4 | 8,0  |
| 8     | Магнус Карлсен    | Норвегія    | 2675    | 5  | 5  | 5 | 7,5  |
| 9     | Сергій Еренбург   | Ізраїль     | 2585    | 6  | 7  | 2 | 7,0  |
| 10    | Еміль Сутовський  | Ізраїль     | 2607    | 4  | 5  | 6 | 7,0  |
| 11    | Мераб Гагунашвілі | Грузія      | 2607    | 4  | 5  | 6 | 7,0  |
| 12    | Михайло Ройз      | Ізраїль     | 2611    | 5  | 7  | 3 | 6,5  |
| 13    | Ілля Смірін       | Ізраїль     | 2659    | 2  | 5  | 8 | 6,0  |
| 14    | Дмитро Гуревич    | США         | 2507    | 3  | 10 | 2 | 4,0  |
| 15    | Дан Цолер         | Ізраїль     | 2455    | 2  | 10 | 3 | 3,5  |
| 16    | Габі Лівшиц       | Ізраїль     | 2404    | 2  | 10 | 3 | 3,5  |

Відповідно до регламенту турніру була призначена партія з бліцу на умовах «раптової смерті», в якій  Олександр Грищук переміг  Петра Свідлера.

## Переможець
Олександр Грищук